# Huis Lalaing

Een van de wapenschilden de Lalaing, dat van Simon van Lalaing

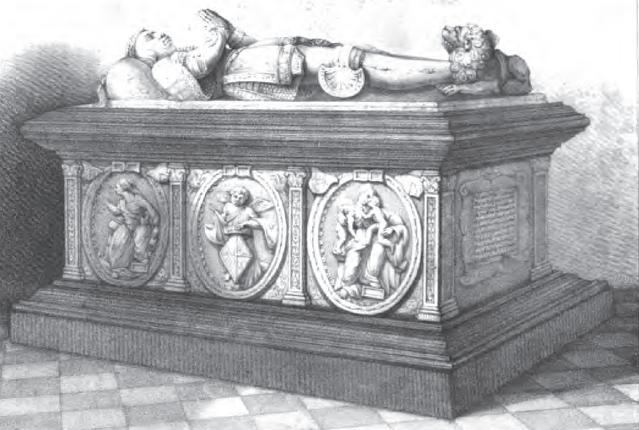
Grafmonument voor Jacques de Lalaing

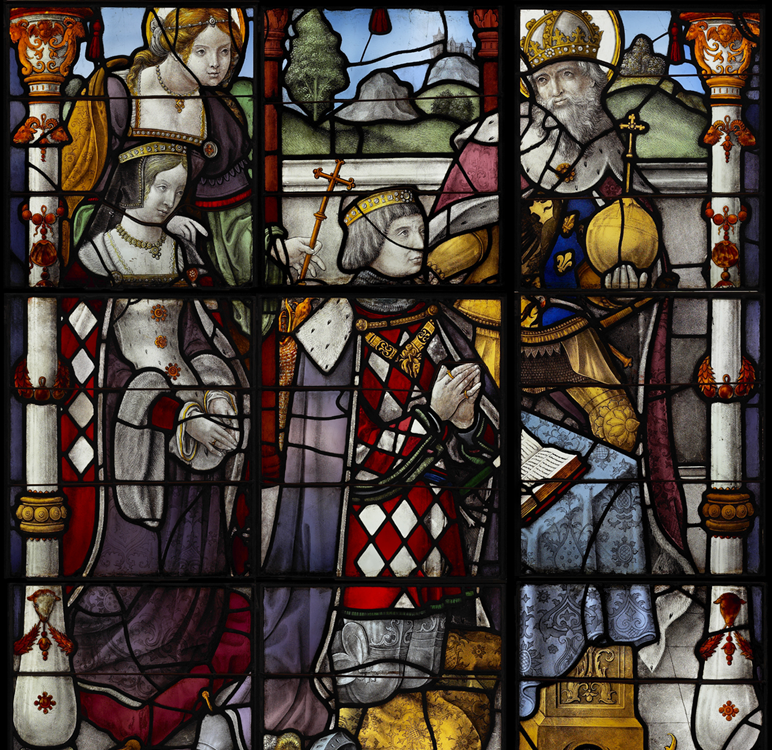
Karel van Lalaing, glasraam in de Sint-Katharinakerk van Hoogstraten

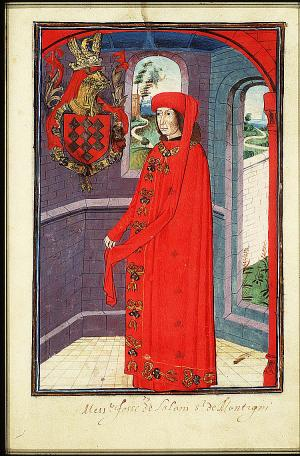
Joost van Lalaing als ridder van de Orde van het Gulden Vlies

Het huis Lalaing is een adellijke familie die zijn oorsprong vond in Lallaing in het graafschap Henegouwen, nu in het Franse Noorderdepartement. Later vestigden zij zich in het eveneens Henegouwse Écaussinnes-Lalaing, nu in de Belgische provincie Henegouwen.

## Geschiedenis
Het geslacht behoort tot de vier oudste, nog bloeiende adellijke geslachten van België. De eerste vermelding dateert van omstreeks 1133: in een charter opgemaakt tussen 1128 en 1133 wordt Gérard de Forest vermeld wiens zoon Gérard heer van Lalaing werd.
Vanaf de twaalfde eeuw worden telgen als ridders aangeduid, vanaf de 15e eeuw waren dertien telgen Ridders in de Orde van het Gulden Vlies. Telgen dienden zowel de Bourgondische landheren als de Habsburgers onder de Spaanse Nederlanden. Verschillende van hen waren militairen en stadhouders in verschillende van de Nederlandse gewesten. Voorts leverden ze tot in de 20e eeuw ambassadeurs. Gezien de geschiedenis van het geslacht als het gedurende negen eeuwen bekleden van aanzienlijke (bestuurs)functies kan het worden gerekend tot een van de meest illustere geslachten van het huidige België.
In 1816 werden drie telgen in het Verenigd Koninkrijk der Nederlanden benoemd in de moderne ridderschappen met de titel van graaf. Een daarvan was toen al overleden, de ander overleed voor 1825 waardoor hij niet op de eerste adelslijst vermeld is; vanwege dit laatste vond alsnog in 1877 voor diens zoon erkenning van adeldom met de titel van graaf op allen plaats.
In 2008 waren er nog zes mannelijke telgen in leven, de laatste geboren in 2008. Chef de famille was toen Josse graaf de Lalaing (1927) die het kasteel van Zandbergen bewoonde (ook wel: Kasteel de Lalaing). Hij overleed op 21 november 2019 waarna zijn zoon Jacques graaf de Lalaing (1970) hem als hoofd van het huis opvolgde, tevens wonende op genoemd kasteel; de laatste kreeg nog een tweede zoon in 2011. In 2016 stierf de jongste zoon van de chef de famille: Alexandre graaf de Lalaing BSc (1972-2016) die een in 2014 geboren dochter naliet.

## Ancien régime
Leden (alfabetisch):
- Antoon I van Lalaing (1480-1540), 1e graaf van Hoogstraten en Culemborg, stadhouder van Holland, Zeeland en Utrecht. In 1518 werd de baronie Hoogstraten door Keizer Karel verheven tot graafschap.
- Antoon II van Lalaing (1533-1568), 3e graaf van Hoogstraten, stadhouder van Mechelen en Antwerpen.
- Christina van Lalaing (1545-1582), Staats legeraanvoerder en echtgenote van de stadhouder van Doornik .
- Emanuel Filibert van Lalaing (1557-1590), heer van Montigny, markies van Renty, stadhouder van Henegouwen.
- Filips van Lalaing (1510-1555), 2e graaf van Hoogstraten, stadhouder van Gulik, Gelre en Zutphen.
- Filips van Lalaing (1537-1582), 3e graaf van Lalaing, heer van Escornaix en Wavrin, stadhouder van Henegouwen.
- George van Lalaing (ca. 1550-1581), graaf van Rennenberg, stadhouder van Groningen, Friesland, Overijssel, Drenthe en Lingen.
- Jacques van Lalaing (1421-1453), heer van Bugnicourt.
- Joost van Lalaing (ca. 1437-1483), heer van Montigny en santes, stadhouder van Holland en Zeeland en admiraal van Vlaanderen.
- Karel I van Lalaing (1466-1525), baron en later 1e graaf van Lalaing, heer van Escornaix. In 1522 werd hem de titel van graazf toegekend.
- Karel II van Lalaing (1506-1558), 2e graaf van Lalaing, stadhouder van Henegouwen.
- Otto van Lalaing (ca. 1331-1441), heer van Lalaing en baljuw van Henegouwen.
- Pontus van Lalaing (1508 - 1557/8), heer van Bugincourt, stadhouder van Vlaanderen en Artesië.
- Simon van Lalaing (1405-1476), admiraal van Vlaanderen.
- Willem van Lalaing (1395-1475), heer van Bugincourt, stadhouder van Holland.

Maximiliaan van Lalaing werd in 1707 opgenomen in de Tweede stand van Brabant, onder de naam van graaf van Thildonk. In 1719 werd hij door keizer Karel VI bevestigd als graaf van Lalaing.

## Na 1815
Charles Joseph Ghislain de Lalaing (Gent, 28 oktober 1768 - Brussel, 24 augustus 1816) was een zoon van graaf Maximilien de Lalaing en Anne-Marie de Draeck. Graaf Maximilien was luitenant-kolonel in het regiment van Saint-Ignon en lid van de 'état noble' van Brabant. Charles verkreeg in 1793 de verheffing tot baronie van de heerlijkheid Arquennes. In 1809 werd hij door Napoleon benoemd tot baron d'empire. Hij trouwde in 1807 met gravin Henriette de Maldeghem (1787-1866). In 1816, ten tijde van het Verenigd Koninkrijk der Nederlanden, werd hij benoemd in de Ridderschap van de provincie Antwerpen met de titel van graaf. Hij overleed vijf maanden later, voor hij de vereiste eed kon afleggen; hij komt niet voor op de eerste adelslijst waardoor onduidelijk is hoe de grafelijke titel overgedragen moest worden, waardoor zijn zoon in 1877 dit juridisch nog moest regelen. Zijn afstammelingen waren:

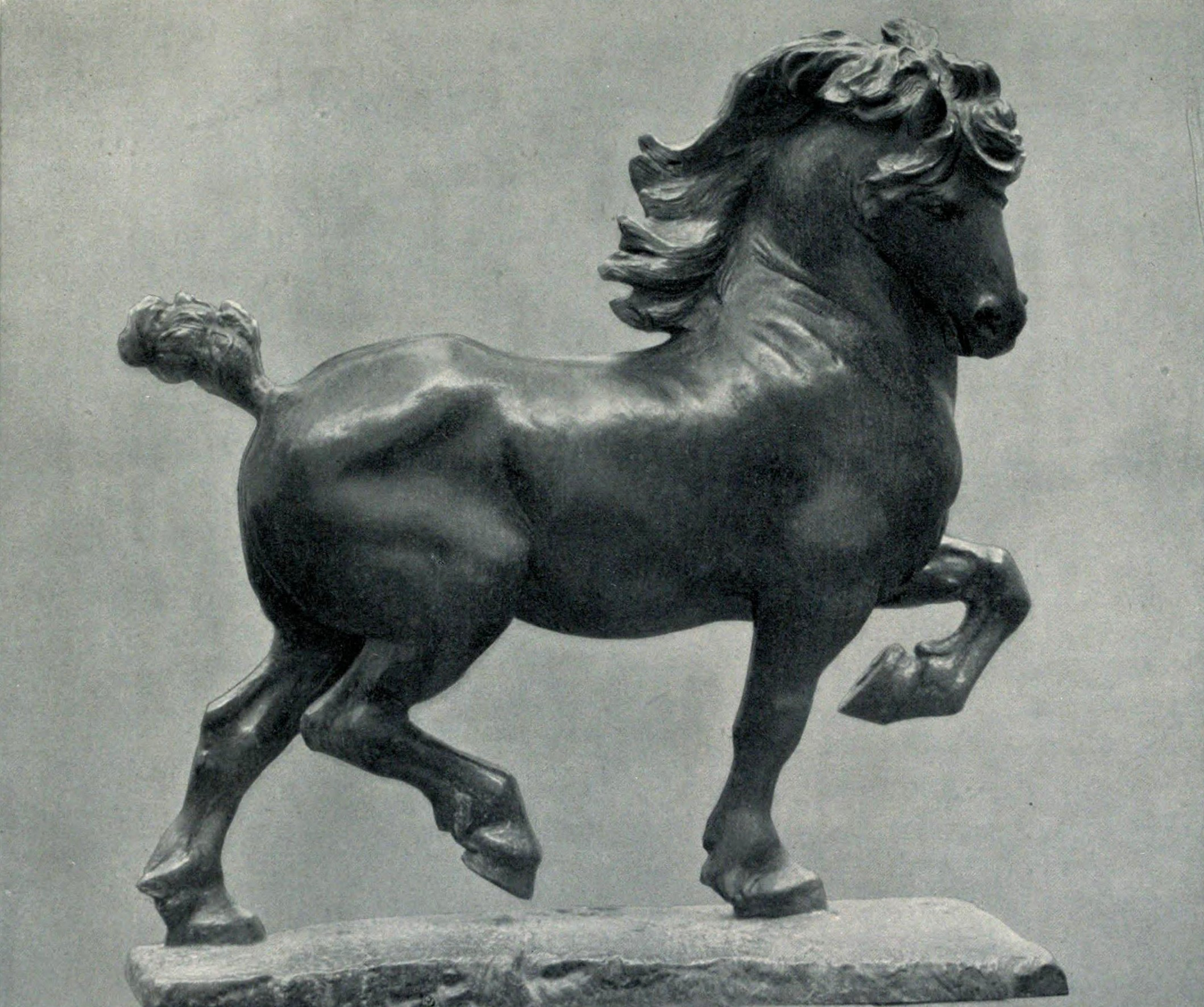
Het Brabants trekpaard, door Jacques de Lalaing

- Maximilien de Lalaing (Brussel, 24 april 1811 - 12 december 1881) werd diplomaat. Wegens de twijfels over de overgang van de adellijke titel van zijn vader in 1816, werd hij in 1877 erkend in de erfelijke adel met de titel graaf, overdraagbaar op al zijn afstammelingen. Hij trouwde met Julie Vibart (1830-1912).
  - Charles-Maximilien de Lalaing (St John Paddington, 4 maart 1857 - Ukkel, 12 november 1919) werd diplomaat, buitengewoon gezant en gevolmachtigd minister. Hij trouwde met barones Christine du Tour van Bellinchave (1886-1919), dochter van de Nederlandse minister van Justitie Marc Willem du Tour van Bellinchave.
    - Jacques de Lalaing (1889-1969), diplomaat, buitengewoon gezant en gevolmachtigd minister. Hij trouwde met Suzanne Allard (1902-1987), dochter van baron Josse Allard.
      - Josse graaf de Lalaing (1927-2019), bewoner van het Kasteel van Zandbergen
        - Jacques graaf de Lalaing (1970), ingenieur, chef de famille en bewoner van het Kasteel van Zandbergen
          - Louis graaf de Lalaing (2008), vermoedelijke opvolger als chef de famille

  - Jacques de Lalaing (1858-1917) was schilder en beeldhouwer, lid van de Koninklijke Academie van België, voorzitter van de commissie voor de koninklijke musea voor schilderkunst en beeldhouwkunst, lid van de koninklijke commissie voor monumenten en landschappen.
  - Maximilien de Lalaing (Boulogne-sur-Mer, 4 augustus 1869 - Oostkamp, 28 juli 1943), lid van de Hoge Raad voor de Jacht. Hij trouwde met Madeleine Peers de Nieuwburgh (1871-1943), dochter van Edouard Peers de Nieuwburgh, burgemeester van Waardamme.
    - Jacqueline de Lalaing (1910-2006) was voorzitter van de Belgische Liga voor de multiple sclerose in de provincie Luik. Ze trouwde achtereenvolgens met graaf Etienne d'Oultremont de Wegimont et de Warfusée (1905-1968) en met baron Henri Moreau de Melen (1902-1992), minister van Justitie, minister van Landsverdediging.

Jean-Auguste de Lalaing (Gent, 28 augustus 1773 - Melsbroek, 2 oktober 1811) werd in 1816 net als zijn broer benoemd in de ridderschap van Antwerpen met de titel van graaf, hoewel hij al vijf jaar vroeger overleden was.
François Joseph Ghislain de Lalaing (Gent, 15 maart 1778 - Brussel, 20 januari 1851) werd in 1816 benoemd in de Ridderschap van de provincie Zuid-Brabant met de titel van graaf, blijkens de eerste adelslijst met de titel van graaf overgaande op alle afstammelingen. Hij bleef vrijgezel.

### Adellijke allianties
- De Maldeghem (1807), D'Overschie (1836), Du Tour van Bellinchave (1888, Nederlandse adel), Peers de Nieuwburgh (1901), De Mevius (1921), Allard (1922), De Moffarts (1929), D'Oultremont de Wégimont et de Warfusée (1935), Van der Elst (1957), Moreau de Melen (1970), Le Boucher d'Hérouville (2003, Franse adel; sinds 2004: Clérel de Tocqueville d'Hérouville), Du Roy de Blicquy (1961), Von Waldburg zu Wolfegg und Waldsee (2007, Oostenrijkse hoge adel), Von und zu Trauttmansdorff-Weinsberg (2013, Oostenrijkse hoge adel, verloving)

## Bezittingen
- Kasteel van Lallaing (stamslot)
- Kasteel de Lalaing